# Michael Pinnella
Michael Pinnella (Point Pleasant Beach, 29 augustus 1969) is een Amerikaanse toetsenist.
Hij is voornamelijk bekend door de band Symphony X, waar hij keyboard en synthesizer speelt. Hij is naast Michael Romeo het enige oorspronkelijke lid van de band, die aan alle zeven albums tot nu toe mee heeft gewerkt. Daarnaast heeft hij ook het soloalbum Enter By the Twelfth Gate uitgebracht waarop niet alleen progressieve metal staat, maar ook enkele klassieke nummers.

## Biografie
Pinnella is geboren te Point Pleasant Beach in de Amerikaanse staat New Jersey en vanaf zijn jeugd aangemoedigd om met muziek bezig te zijn. Toen hij 4 jaar oud was, begon hij met pianolessen. Hij is vooral beïnvloed door klassieke componisten zoals Mozart, Beethoven, Chopin, en Bach. Ook Yngwie Malmsteen behoort tot zijn voorbeelden.
Toen hij ging studeren, leerde hij allerlei muzikale cursussen zoals piano prestaties, theorie en compositie en meer. Andere invloeden verkreeg hij van progressieve en metalbands uit de jaren 70 waaronder (Emerson, Lake & Palmer, Deep Purple) en later ook (Black Sabbath, DIO en Ozzy Osbourne).
Nadat hij afstudeerde, begon Pinnella als pianoleraar in een muziekwinkel. Een van zijn collega's was bevriend met Michael Romeo. Via hem is Pinnella in 1994 lid geworden van Symphony X.
Wanneer hij niet aan het toeren of opnemen is, is hij werkzaam bij Guitar Center in East Brunswick (New Jersey). Pinnella is christen en speelt ook piano in zijn kerk. Hij heeft een vrouw en drie kinderen en woont in Milltown (New Jersey).

## Instrumenten
Pinnella gebruikt de volgende instrumenten:
- Yamaha Motif ES7
- Roland JV2080 en A33
- Korg Trinity en O1/W
- Akai S3000

Ook is hij gezien terwijl hij een Roland JP8000 analog modelling synth gebruikte tijdens een Europese tour in 2007.